# Вороњеж
Вороњеж (рус. Воро́неж) град је у Русији и административни центар Вороњешке области. Налази се у југозападном делу Русије, на реци Вороњеж, само дванаест километра од њеног ушћа у Дон. Град је битна железничка раскрсница (са линијама за Москву, Ростов на Дону, Кијев), као и централни део ауто-пута Ростов на Дону—Москва. Према попису становништва из 2010. у граду је живело 889.989 становника. Град је подељен у шест градских рејона: Коминтерновски, Лењински, Левобережњи, Совјетски, Централни, Железнодорожњи.

## Историја
Град је основан 1585—1586. у време владавине цара Фјодора I, као заштита од напада Кримљана и Татара. У 17. веку град је постао центар трговине и занатства. Петар Велики је 1695—1696. овде основао бродоградилишну радионицу за изградњу флоте која ће напасти Азов. За време његове владавине Вороњеж је постао највећи град јужне Русије, као и њен административни центар. У XVIII и 19. веку Вороњеж је био центар пољопривредног региона Чернозем. Током друге половине 19. века Вороњеж је развио индустрију. Томе је највише допринела изградња пруге ка Ростову на Дону 1868, и ка Москви 1871. Током Другог светског рата град је био на линији фронта од јула 1942. до јануара 1943, па је до дефинитивног ослобођења 25. јануара 1943. уништено 95% града.
После реконструкције Вороњеж је поново постао економски, индустријски, културни и научни центар регије Чернозем. У граду постоји 7 позоришта, 12 биоскопа, 19 гимназија и државни универзитет.

## Чувени људи из Вороњежа
- Аркадиј Давидович, афористичар
- Јуриј Клинских, оснивач и фронтмен бенда ,,Сектор Газа"

## Клима
| Клима Вороњежа              | Клима Вороњежа | Клима Вороњежа | Клима Вороњежа | Клима Вороњежа | Клима Вороњежа | Клима Вороњежа | Клима Вороњежа | Клима Вороњежа | Клима Вороњежа | Клима Вороњежа | Клима Вороњежа | Клима Вороњежа | Клима Вороњежа |
| Показатељ \ Месец           | .Јан.          | .Феб.          | .Мар.          | .Апр.          | .Мај.          | .Јун.          | .Јул.          | .Авг.          | .Сеп.          | .Окт.          | .Нов.          | .Дец.          | .Год.          |
| --------------------------- | -------------- | -------------- | -------------- | -------------- | -------------- | -------------- | -------------- | -------------- | -------------- | -------------- | -------------- | -------------- | -------------- |
| Апсолутни максимум, °C (°F) | 8,0 (46,4)     | 11,0 (51,8)    | 18,0 (64,4)    | 28,5 (83,3)    | 35,7 (96,3)    | 37,6 (99,7)    | 38,0 (100,4)   | 38,0 (100,4)   | 31,7 (89,1)    | 26,5 (79,7)    | 18,1 (64,6)    | 12,2 (54)      | 38,0 (100,4)   |
| Средњи максимум, °C (°F)    | −4,4 (24,1)    | −3,5 (25,7)    | 2,0 (35,6)     | 13,5 (56,3)    | 20,8 (69,4)    | 24,5 (76,1)    | 25,6 (78,1)    | 24,5 (76,1)    | 18,3 (64,9)    | 10,3 (50,5)    | 1,8 (35,2)     | −2,4 (27,7)    | 11,0 (51,8)    |
| Просек, °C (°F)             | −7,4 (18,7)    | −7,0 (19,4)    | −1,7 (28,9)    | 8,1 (46,6)     | 14,7 (58,5)    | 18,5 (65,3)    | 19,7 (67,5)    | 18,4 (65,1)    | 12,8 (55)      | 6,1 (43)       | −0,8 (30,6)    | −5,1 (22,8)    | 6,5 (43,7)     |
| Средњи минимум, °C (°F)     | −10,5 (13,1)   | −10,2 (13,6)   | −4,9 (23,2)    | 3,5 (38,3)     | 9,1 (48,4)     | 13,1 (55,6)    | 14,6 (58,3)    | 13,1 (55,6)    | 8,2 (46,8)     | 2,7 (36,9)     | −3,2 (26,2)    | −7,8 (18)      | 2,4 (36,3)     |
| Апсолутни минимум, °C (°F)  | −36,5 (−33,7)  | −36,2 (−33,2)  | −32,0 (−25,6)  | −16,8 (1,8)    | −3,3 (26,1)    | −1,6 (29,1)    | 5,3 (41,5)     | 0,4 (32,7)     | −5,2 (22,6)    | −15,2 (4,6)    | −25,1 (−13,2)  | −33,4 (−28,1)  | −36,5 (−33,7)  |
| Количина падавина, mm (in)  | 37 (14,6)      | 33 (13)        | 30 (11,8)      | 38 (15)        | 44 (17,3)      | 74 (29,1)      | 70 (27,6)      | 52 (20,5)      | 57 (22,4)      | 49 (19,3)      | 47 (18,5)      | 48 (18,9)      | 579 (228)      |
| Извор: Погода и Климат      |                |                |                |                |                |                |                |                |                |                |                |                |                |

## Становништво
Према прелиминарним подацима са пописа, у граду је 2010. живело 889.989 становника, 41.237 (4,86%) више него 2002.
| 1939.   | 1959.   | 1970.   | 1979.   | 1989.   | 2002.   | 2010.   |
| ------- | ------- | ------- | ------- | ------- | ------- | ------- |
| 343.555 | 447.164 | 660.182 | 782.950 | 886.844 | 848.752 | 928.505 |

## Партнерски градови
- Брно (1968)
- Везермарш (1989)
- Шарлот (1991)
- Чунгћинг (1992)
- Сливен (1995)
- Леон (1996)